# جرج تامسون (بازیکن فوتبال)
جرج تامسون (انگلیسی: George Thomason؛ زادهٔ ۱۲ ژانویهٔ ۲۰۰۱) بازیکن فوتبال اهل انگلستان است که در حال حاضر برای باشگاه فوتبال بولتون واندررز بازی می‌کند.
از باشگاه‌هایی که در آن بازی کرده است می‌توان به باشگاه فوتبال بولتون واندررز اشاره کرد.

## دوران بازی
تامسون بیشتر دوران جوانی خود را به عنوان مدافع چپ در بلکپول گذراند و در ۸ سالگی به این تیم پیوست اما در ۱۶ سالگی از این تیم جدا شد.
او پس از پیوستن به لانگریج تاون، توسط لی اشکرافت به هافبک مرکزی تبدیل شد و در ۲۶ بازی در لیگ شمال غربی در فصل ۲۰۱۹–۲۰ دو گل به ثمر رساند. پس از آن در ژانویه ۲۰۲۰ به باشگاه بولتون واندررز جذب شد. به عنوان بخشی از این قرارداد، بولتون توافق کرد که در فصل بعد یک بازی دوستانه پیش‌فصل در برابر لانگریج تاون برگزار کند اما این بازی در پیش‌فصل فصل ۲۰۲۱–۲۰۲۲ برگزار شد. البته احتما به این دلیل بود که هواداران بتوانند از تیم‌های خود حمایت کنند. چراکه تمام فصل ۲۰۲۰–۲۰۲۱ در به علت محدودیت‌های ناشی از دنیاگیری کووید-۱۹، پشت درهای بسته برگزار شد. این بازی با نتیجه ۳–۱ به نفع بولتون به پایان رسید و تامسون ۴۵ دقیقه بازی کرد.
در ۳۱ ژانویه ۲۰۲۰، او به باشگاه بامبر بریج قرض داده شد. او در فصل بعد دوباره به بامبر بریج برگشت و این بار هم‌تیمی‌اش کالوم کینگ-هرمس او را نیز همراهی کرد. قبل از اینکه در نوامبر، به دلیل تعلیق فوتبال غیرلیگی به خاطر دنیاگیری کووید-۱۹ مجدداً به تیم اصلی فراخوانده شود.
او در ۱۷ نوامبر ۲۰۲۰ در پیروزی ۳–۲ بر نیوکاسل یونایتد زیر ۲۱ سال در EFL Trophy اولین بازی خود را برای «تروتترز» انجام داد و در ۵ دسامبر، در شکست خانگی ۶–۳ مقابل پورت ویل، اولین بازی خود در لیگ فوتبال انگلیس انجام داد. او در ۲۶ دسامبر ۲۰۲۰، اولین گل خود برای بولتون و همچنین اولین گل حرفه‌ای خود را به ثمر رساند و اولین گل بولتون را در تساوی ۳–۳ وارد دروازه کارلایل یونایتد کرد. عملکردهای او در دسامبر باعث شد تا توسط هواداران بولتون به عنوان بازیکن ماه بولتون انتخاب شود. در ۱۲ فوریه ۲۰۲۱، او قرارداد جدیدی به مدت ۱۸ ماه امضا کرد. همچنین او در ۲۱ مه ۲۰۲۱ به عنوان بازیکن جوان سال بولتون برای فصل ۲۰۲۰–۲۱ انتخاب شد. در ۵ نوامبر قرارداد یک ساله‌ای امضا کرد که آن را تا ۲۰۲۳ تمدید کرد. در ۲ دسامبر ۲۰۲۲، در یک بازی مقابل بریستول راورز، به دلیل مصدومیت زمین را ترک کرد که ممکن بود او را برای بقیه فصل از بازی دور کند. دو هفته بعد، یعنی در ۱۵ دسامبر، او قرارداد جدیدی با بولتون تا سال ۲۰۲۵ امضا کرد با گزینه یک سال اضافی. اما خیلی زودتر از آنچه انتظار می‌رفت، در فوریه به تمرینات بازگشت. در ۲ آوریل، به عنوان یار تعویضی در فینال EFL Trophy سال ۲۰۲۳ در برابر پلیموث آرگیل به میدان رفت. بولتون در آن بازی با نتیجه ۴–۰ پیروز شد. در ۱۴ اوت ۲۰۲۳، تیم بریستول سیتی پیشنهادی به مبلغ ۱ میلیون پوند برای او ارائه کرد اما تامسون آن را رد کرد و ترجیح داد در بولتون بماند. یک روز بعد او قرارداد چهارساله جدیدی با بولتون امضا کرد.